# Peg Woffington (film 1912)
Peg Woffington è un cortometraggio muto del 1912 diretto da A.E. Coleby.

## Trama
Un'attrice guarisce un suo corteggiatore mostrandosi nelle vesti di sua moglie.

## Produzione
Il film fu prodotto dalla Britannia Films.

## Distribuzione
Distribuito dalla Pathé Pictures International, il film - un cortometraggio in due bobine - uscì nelle sale cinematografiche britanniche nell'agosto 1912.